# Kurtoza
Kurtoza (z gr. κυρτός, kyrtos, kurtos – wydęty) – jedna z miar kształtu rozkładu wartości cechy statystycznej. W praktyce definiuje się ją najczęściej w formie tzw. kurtozy nadwyżkowej (nazywanej ekscesem lub współczynnikiem ekscesu, ang. excess kurtosis):
{\displaystyle {\mbox{Kurt}}_{E}={\frac {\mu _{4}}{\sigma ^{4}}}-3,}
gdzie:
{\displaystyle \mu _{4}} – czwarty moment centralny,
{\displaystyle \sigma } – odchylenie standardowe.

## Interpretacja
Klasyczny współczynnik kurtozy definiowany jest jako standaryzowany moment centralny czwartego rzędu:
{\displaystyle \operatorname {Kurt} [X]=\operatorname {E} \left[\left({\frac {X-\mu }{\sigma }}\right)^{4}\right]={\frac {\operatorname {E} \left[(X-\mu )^{4}\right]}{\left(\operatorname {E} \left[(X-\mu )^{2}\right]\right)^{2}}}={\frac {\mu _{4}}{\sigma ^{4}}}.}
Kurtoza nadwyżkowa (inaczej współczynnik ekscesu lub po prostu eksces: {\displaystyle {\mbox{Kurt}}_{E}[X]={\mbox{Kurt}}[X]-3}) jest jednak wygodniejsza, gdyż:
- kurtoza nadwyżkowa rozkładu normalnego wynosi 0,
- jeśli {\displaystyle Y} jest sumą {\displaystyle n} niezależnych zmiennych losowych, każdej o rozkładzie identycznym z rozkładem zmiennej losowej {\displaystyle X,} zachodzi własność: {\displaystyle {\mbox{Kurt}}_{E}[Y]={\mbox{Kurt}}_{E}[X]/n.}

Wbrew stwierdzeniom obecnym w niektórych podręcznikach, kurtoza nie mierzy „spłaszczenia”, „wysmukłości” ani „spiczastości” rozkładu. Na kurtozę ma wpływ intensywność występowania wartości skrajnych, mierzy więc ona, co się dzieje w „ogonach” rozkładu, natomiast kształt „czubka” rozkładu jest praktycznie bez znaczenia.
Rozkłady prawdopodobieństwa można podzielić ze względu na wartość kurtozy na rozkłady:
- mezokurtyczne (KurtE = 0) – wartość kurtozy nadwyżkowej wynosi 0, intensywność wartości skrajnych jest podobna do intensywności wartości skrajnych rozkładu normalnego (dla którego kurtoza nadwyżkowa wynosi dokładnie 0),
- leptokurtyczne (KurtE > 0) – kurtoza nadwyżkowa jest dodatnia, intensywność wartości skrajnych jest większa niż dla rozkładu normalnego („ogony” rozkładu są „grubsze”),
- platykurtyczne (KurtE < 0) – kurtoza nadwyżkowa jest ujemna, intensywność wartości skrajnych jest mniejsza niż w przypadku rozkładu normalnego („ogony” rozkładu są „węższe”).

Kurtoza nadwyżkowa z próby wyraża się wzorem:
{\displaystyle {\mbox{Kurt}}_{E}={\frac {{\frac {1}{n}}{\sum _{i=1}^{n}(x_{i}-\mu )^{4}}}{\sigma ^{4}}}-3,}
gdzie:
{\displaystyle x_{i}} – {\displaystyle i}-ta wartość cechy,
{\displaystyle \mu } – wartość oczekiwana w populacji,
{\displaystyle \sigma } – odchylenie standardowe w populacji,
{\displaystyle n} – liczebność próby.
Powyższa statystyka jest obciążonym estymatorem kurtozy nadwyżkowej z populacji, estymator nieobciążony wyraża się wzorem:
{\displaystyle {\mbox{Kurt}}_{E}={\frac {n(n+1)}{(n-1)(n-2)(n-3)}}\sum _{i=1}^{N}\left({\frac {x_{i}-{\bar {x}}}{s}}\right)^{4}-{\frac {3(n-1)^{2}}{(n-2)(n-3)}},}
gdzie:
{\displaystyle {\bar {x}}} – średnia z próby,
{\displaystyle s} – odchylenie standardowe z próby,
{\displaystyle x_{i}} – kolejne wartości cechy,
{\displaystyle n} – liczebność próby.

## Obliczenie kurtozy dla rozkładu normalnego
{\displaystyle {\mbox{Kurt}}_{E}={\frac {\mu _{4}(X)}{\sigma ^{4}}}-3=0}

### Dowód
Niech:
{\displaystyle X\colon \Omega \to \mathbb {R} ,}
{\displaystyle {\mbox{Kurt}}_{E}={\frac {\mu _{4}(X)}{\sigma ^{4}}}-3,}
{\displaystyle \mu _{n}(X)=\operatorname {E} ((X-\operatorname {E} X)^{n})} – moment centralny n–tego rzędu,
{\displaystyle m_{n}(X)=\operatorname {E} ((X)^{n})} – moment zwykły n–tego rzędu,
Dystrybuanta rozkładu normalnego oraz gęstość prawdopodobieństwa rozkładu normalnego to odpowiednio:
{\displaystyle P_{x}(A)=\int _{A}f(x)dx,\qquad f(x)={\frac {1}{\sigma {\sqrt {2\pi }}}}e^{\frac {-(x-m)^{2}}{2\sigma ^{2}}},dla\qquad x\in \mathbb {R} .}
Wiadomo, że w rozkładzie normalnym:
{\displaystyle m=\operatorname {E} X=m_{1}(X),}
{\displaystyle \sigma ^{2}=\operatorname {D} ^{2}X=\operatorname {E} ((X-\operatorname {E} X)^{2})=\mu _{2}(X).}
Mamy:
a)
{\displaystyle m_{n}(X)=\int _{\Omega }X^{n}(w)P(dw)=\int _{\mathbb {R} }x^{n}f(x)dx,}
b)
{\displaystyle {\begin{aligned}\mu _{4}(X)&=\operatorname {E} ((X-\operatorname {E} X)^{4})\\&=\operatorname {E} (X^{4}-4(\operatorname {E} X)X^{3}+6(\operatorname {E} X)^{2}X^{2}-4(\operatorname {E} X)^{3}X+(\operatorname {E} X)^{4})\\&=\operatorname {E} (X^{4})-4m\operatorname {E} (X^{3})+6\operatorname {E} (X^{2})(\operatorname {E} X)^{2}-4(\operatorname {E} X)^{3}m+m^{4}\\&=\operatorname {E} (X^{4})-4m\operatorname {E} (X^{3})+6m^{2}\operatorname {E} (X^{2})-3m^{4}.\end{aligned}}}
Obliczamy momenty zwykłe:
{\displaystyle \operatorname {E} (X^{2})=\int _{-\infty }^{+\infty }x^{2}{\frac {1}{\sigma {\sqrt {2\pi }}}}e^{\frac {-(x-m)^{2}}{2\sigma ^{2}}}dx={\frac {1}{\sigma {\sqrt {2\pi }}}}\int _{-\infty }^{+\infty }(z{\sqrt {2}}\sigma +m)^{2}e^{-z^{2}}{\sqrt {2}}\sigma dz=^{*}}
{\displaystyle z={\frac {x-m}{{\sqrt {2}}\sigma }},\quad x=z{\sqrt {2}}\sigma +m}
{\displaystyle dz={\frac {1}{{\sqrt {2}}\sigma }},\quad dx={\sqrt {2}}\sigma dz}
{\displaystyle =^{*}{\frac {1}{\sqrt {\pi }}}\int _{-\infty }^{+\infty }(2z^{2}\sigma ^{2}+2{\sqrt {2}}z\sigma m+m^{2})e^{-z^{2}}dz=}

{\displaystyle ={\frac {1}{\sqrt {\pi }}}{\Bigg (}2\sigma ^{2}\left(\int _{-\infty }^{+\infty }z^{2}e^{-z^{2}}dz\right)+2{\sqrt {2}}\sigma m\left(\int _{-\infty }^{+\infty }ze^{-z^{2}}dz\right)_{=0}+m^{2}\left(\int _{-\infty }^{+\infty }e^{-z^{2}}dz\right)_{={\sqrt {\pi }}}{\Bigg )}=}

{\displaystyle ={\frac {1}{\sqrt {\pi }}}\left(2\sigma ^{2}\int _{-\infty }^{+\infty }z^{2}e^{-z^{2}}dz+m^{2}{\sqrt {\pi }}\right)=^{*}}
{\displaystyle \int _{-\infty }^{+\infty }z^{2}e^{-z^{2}}dz=\int _{-\infty }^{+\infty }z\cdot ze^{-z^{2}}dz=-{\frac {1}{2}}ze^{-z^{2}}{\Bigg |}_{-\infty }^{+\infty }+{\frac {1}{2}}\int _{-\infty }^{+\infty }e^{-z^{2}}dz=}
{\displaystyle =-{\frac {1}{2}}ze^{-z^{2}}{\Bigg |}_{-\infty }^{+\infty }+{\frac {1}{2}}\int _{-\infty }^{+\infty }e^{-z^{2}}dz={\frac {\sqrt {\pi }}{2}}}
{\displaystyle =^{*}{\frac {1}{\sqrt {\pi }}}(2\sigma ^{2}{\frac {\sqrt {\pi }}{2}}+m^{2}{\sqrt {\pi }})=\sigma ^{2}+m^{2}}
{\displaystyle \operatorname {E} (X^{3})=\int _{-\infty }^{+\infty }x^{3}{\frac {1}{\sigma {\sqrt {2\pi }}}}e^{\frac {-(x-m)^{2}}{2\sigma ^{2}}}dx={\frac {1}{\sqrt {\pi }}}\int _{-\infty }^{+\infty }(z{\sqrt {2}}\sigma +m)^{3}e^{-z^{2}}dz=^{*}}
{\displaystyle z={\frac {x-m}{{\sqrt {2}}\sigma }},\quad x=z{\sqrt {2}}\sigma +m}
{\displaystyle dz={\frac {1}{{\sqrt {2}}\sigma }},\quad dx={\sqrt {2}}\sigma dz}
{\displaystyle =^{*}{\frac {1}{\sqrt {\pi }}}\int _{-\infty }^{+\infty }(z^{3}{\sqrt {2^{3}}}\sigma ^{3}+3z^{2}2\sigma ^{2}m+3z{\sqrt {2}}\sigma m^{2}+m^{3})e^{-z^{2}}dz=}

{\displaystyle ={\frac {2{\sqrt {2}}\sigma ^{3}}{\sqrt {\pi }}}{\bigg (}\int _{-\infty }^{+\infty }z^{3}e^{-z^{2}}dz{\bigg )}_{=0}+{\frac {6\sigma ^{2}m}{\sqrt {\pi }}}{\bigg (}\int _{-\infty }^{+\infty }z^{2}e^{-z^{2}}dz{\bigg )}_{={\frac {\sqrt {\pi }}{2}}}+}

{\displaystyle +{\frac {3{\sqrt {2}}\sigma m^{2}}{\sqrt {\pi }}}{\bigg (}\int _{-\infty }^{+\infty }ze^{-z^{2}}dz{\bigg )}_{=0}+{\frac {m^{3}}{\sqrt {\pi }}}{\bigg (}\int _{-\infty }^{+\infty }e^{-z^{2}}dz{\bigg )}_{={\sqrt {\pi }}}=}

{\displaystyle ={\frac {6\sigma ^{2}m}{\sqrt {\pi }}}\cdot {\frac {\sqrt {\pi }}{2}}+m^{3}=3\sigma ^{2}m+m^{3}}
{\displaystyle \operatorname {E} (X^{4})=\int _{-\infty }^{+\infty }x^{4}{\frac {1}{\sigma {\sqrt {2\pi }}}}e^{\frac {-(x-m)^{2}}{2\sigma ^{2}}}dx={\frac {1}{\sqrt {\pi }}}\int _{-\infty }^{+\infty }(z{\sqrt {2}}\sigma +m)^{4}e^{-z^{2}}dz=^{*}}
{\displaystyle z={\frac {x-m}{{\sqrt {2}}\sigma }},\quad x=z{\sqrt {2}}\sigma +m}
{\displaystyle dz={\frac {1}{{\sqrt {2}}\sigma }},\quad dx={\sqrt {2}}\sigma dz}
{\displaystyle =^{*}{\frac {1}{\sqrt {\pi }}}\int _{-\infty }^{+\infty }(4\sigma ^{4}z^{4}+32{\sqrt {2}}\sigma ^{3}mz^{3}+12\sigma ^{2}m^{2}z^{2}+4{\sqrt {2}}\sigma m^{3}z+m^{4})e^{-z^{2}}dz=}

{\displaystyle ={\frac {4\sigma ^{4}}{\sqrt {\pi }}}{\bigg (}\int _{-\infty }^{+\infty }z^{4}e^{-z^{2}}dz{\bigg )}+{\frac {32{\sqrt {2}}\sigma ^{3}m}{\sqrt {\pi }}}{\bigg (}\int _{-\infty }^{+\infty }z^{3}e^{-z^{2}}dz{\bigg )}_{=0}+}

{\displaystyle +{\frac {12\sigma ^{2}m^{2}}{\sqrt {\pi }}}{\bigg (}\int _{-\infty }^{+\infty }z^{2}e^{-z^{2}}dz{\bigg )}_{={\frac {\sqrt {\pi }}{2}}}+{\frac {4{\sqrt {2}}\sigma m^{3}}{\sqrt {\pi }}}{\bigg (}\int _{-\infty }^{+\infty }ze^{-z^{2}}dz{\bigg )}_{=0}+{\frac {m^{4}}{\sqrt {\pi }}}{\bigg (}\int _{-\infty }^{+\infty }e^{-z^{2}}dz{\bigg )}_{={\sqrt {\pi }}}=}

{\displaystyle ={\frac {4\sigma ^{4}}{\sqrt {\pi }}}{\bigg (}\int _{-\infty }^{+\infty }z^{4}e^{-z^{2}}dz{\bigg )}+0+{\frac {12\sigma ^{2}m^{2}}{\sqrt {\pi }}}(\sigma ^{2}+m^{2})+0+{\frac {m^{4}}{\sqrt {\pi }}}{\sqrt {\pi }}=^{**}}

{\displaystyle \int _{-\infty }^{+\infty }z^{4}e^{-z^{2}}dz=\int _{-\infty }^{+\infty }z\cdot z^{3}e^{-z^{2}}dz=^{*}}
{\displaystyle u=z,\quad u'=1,\quad v'=z^{3}e^{-z^{2}},\quad v=?}
{\displaystyle v=\int z^{3}e^{-z^{2}}dz={\frac {1}{2}}\int te^{-t}dt={\frac {1}{2}}(-te^{-t})+\int e^{-t}dt={\frac {1}{2}}(-z^{2}e^{-z^{2}}-e^{-z^{2}})}
{\displaystyle t=z^{2}\quad u=t,\quad u'=1,\quad dz={\frac {1}{2z}}dt,\quad v'=e^{-t},\quad v=-e^{-t}}
{\displaystyle =^{*}z\cdot {\frac {1}{2}}(-z^{2}e^{-z^{2}}-e^{-z^{2}}){\Big |}_{-\infty }^{+\infty }-\int _{-\infty }^{+\infty }{\frac {1}{2}}(-z^{2}e^{-z^{2}}-e^{-z^{2}})dz={\frac {1}{2}}\cdot 0+{\frac {1}{2}}\int _{-\infty }^{+\infty }z^{2}e^{-z^{2}}dz+{\frac {1}{2}}\int _{-\infty }^{+\infty }e^{-z^{2}}dz=}

{\displaystyle ={\frac {1}{2}}\cdot {\frac {\sqrt {\pi }}{2}}+{\frac {1}{2}}\cdot {\sqrt {\pi }}={\frac {3{\sqrt {\pi }}}{4}}}

{\displaystyle =^{**}{\frac {4\sigma ^{4}}{\sqrt {\pi }}}\cdot {\frac {3{\sqrt {\pi }}}{4}}+{\frac {12\sigma ^{2}m^{2}}{\sqrt {\pi }}}\cdot {\frac {\sqrt {\pi }}{2}}+{\frac {m^{4}}{\sqrt {\pi }}}\cdot {\sqrt {\pi }}=3\sigma ^{4}+6\sigma ^{2}m^{2}+m^{4}\quad (=\operatorname {E} (X^{4}))}
Obliczone wartości:
{\displaystyle \operatorname {E} (X^{2})=\sigma ^{2}+m^{2}}
{\displaystyle \operatorname {E} (X^{3})=3\sigma ^{2}m+m^{3}}
{\displaystyle \operatorname {E} (X^{4})=3\sigma ^{4}+6\sigma ^{2}m^{2}+m^{4}}
podstawiamy do wzoru na czwarty moment centralny z punktu b):
{\displaystyle {\begin{aligned}\mu _{4}(X)&=\operatorname {E} (X^{4})-4m\operatorname {E} (X^{3})+6m^{2}\operatorname {E} (X^{2})-3m^{4}\\&=(3\sigma ^{4}+6\sigma ^{2}m^{2}+m^{4})-4m(3\sigma ^{2}m+m^{3})+6m^{2}(\sigma ^{2}+m^{2})-3m^{4}\\&=3\sigma ^{4}+6\sigma ^{2}m^{2}+m^{4}-12\sigma ^{2}m^{2}-4m^{4}+6\sigma ^{2}m^{2}+6m^{4}-3m^{4}=3\sigma ^{4}\end{aligned}}}
Stąd kurtoza jest równa:
{\displaystyle \operatorname {Kurt} _{E}={\frac {(\mu _{4}(X))}{(\sigma ^{2})^{2}}}-3={\frac {3\sigma ^{4}}{\sigma ^{4}}}-3=3-3=0.}